# Římskokatolická farnost Moravská Nová Ves
Římskokatolická farnost Moravská Nová Ves je územní společenství římských katolíků v břeclavském děkanství s farním kostelem svatého Jakuba Staršího.

## Území farnosti
- Moravská Nová Ves s farním kostelem svatého Jakuba Staršího
- Hrušky s filiálním kostelem sv. Bartoloměje
- Týnec s filiálním kostelem Stětí sv. Jana Křtitele

## Historie farnosti
Moravská Nová Ves byla založena ve druhé polovině 13. století cisterciáky z velehradského kláštera. Ti zde také postavili faru s kostelem sv. Jakuba staršího. Pro svou příhraniční polohu vesnice trpěla častými cizími vpády a několikrát dokonce zcela zpustla. Od konce třicetileté války zajišťovali katolickou duchovní správu jezuité z Čejkovic, v letech 1653 – 1683 byla fara spravována z Mikulčic. Po vypálení Mikulčic za tureckého vpádu na jižní Moravu v 80. letech 17. století byla správa farnosti přestěhována do Nové Vsi, kde byly podmínky příznivější. Poté, co ve druhé polovině 18. století už dosavadní gotický kostelík nemohl stačit pro vzrůstající počet obyvatel obce, byl roku 1770 zbořen (kromě věže) a na jeho místě postaven o tři roky později nový kostel.
Farní kostel sv. Jakuba byl dne 24. června 2021 značně poničen tornádem. Kompletně byla zničena střecha nad lodí kostela, poničena byla i věž, okna a fasáda. Zničeno bylo i okolí kostela. Na filiálním kostele v Hruškách byla poničena střecha a zbořena část věže. V obou obcích byly poničeny hřbitovy.

## Duchovní správci
V letech 1949-1950 zde působil jako farní vikář Bohuslav Burian. Od roku 1990 zde byl farářem R. D. Stanislav Kovář, dnes farář ve Ždánicích. Od 1. srpna 2014 byl farářem R. D. Mgr. Marián Kalina, který přišel z farnosti Dolní Loučky. V červenci 2024 odešel do Drnovic a novým farářem je od 27. července 2024 R. D. Mgr. Zdeněk Fučík, který přišel z Protivanova. Od srpna 2024 navíc excurrendo spravuje i sousední farnost Mikulčice. 

## Bohoslužby
| Kostel                         | Místo             | Bohoslužba                          | Bohoslužba                   |
| ------------------------------ | ----------------- | ----------------------------------- | ---------------------------- |
| Kostel sv. Jakuba Staršího     | Moravská Nová Ves | neděle úterý čtvrtek pátek          | 9:00 7:00 18:00              |
| Kostel Stětí sv. Jana Křtitele | Týnec             | neděle pondělí sobota               | 7:30 18:00 16:00 (1. sobota) |
| Kostel sv. Bartoloměje         | Hrušky            | sobota (s nedělní platností) středa | 18:00 18:00                  |

## Život ve farnosti
Adorační den farnosti spolu s dnem vzájemných modliteb farnosti za bohoslovce a bohoslovců za farnost Moravská Nová Ves připadá každoročně na 29. června.
Ve farnosti jdou pravidelně slouženy bohoslužby. Podařilo se obnovit poutní mše svaté k Panně Marii Pomocné v Týnci (patronce Podluží). Na první pátky v měsíci se věřící schází ve farním kostele ke společné modlitbě živého růžence a adoraci za farnost. Každý pátek jsou věřící zváni na tichou adoraci "Hodinka s Ježíšem". V obcích patřících do farnosti probíhá výuka náboženství, na faře se schází dospělí k četbě Bible, přípravám před udělováním svátostí, ministranti k formaci atd. Farnost pořádá nejrůznější akce pro děti i dospělé.